# Возар
„Возар” је српска кратка комедија из 2012. године. Режирала га је Марина Узелац која је са Невеном Станић написала и сценарио.

## Улоге
| Глумац           | Улога |
| ---------------- | ----- |
| Зоран Ћосић      |       |
| Андрија Даничић  |       |
| Иван Клеменц     |       |
| Раде Марковић    |       |
| Владимир Тешовић |       |